# Hanni Wenzel
Hannelore Wenzel detta Hanni (Straubing, 14 dicembre 1956) è un'ex sciatrice alpina liechtensteinese, campionessa olimpica e mondiale nello slalom gigante e nello slalom speciale a Lake Placid 1980, campionessa mondiale nello slalom speciale a Sankt Moritz 1974 e nella combinata a Lake Placid 1980 e vincitrice di due Coppe del Mondo generali e tre di specialità.
Fa parte del ristretto novero di atleti capaci di imporsi in almeno una gara di Coppa del Mondo in ognuna delle specialità previste durante la loro carriera agonistica e fu la prima persona a vincere una medaglia d'oro per il Liechtenstein ai Giochi olimpici.

## Biografia
Hanni Wenzel proviene da una famiglia di grandi tradizioni nello sci alpino: è sorella di Andreas e Petra, moglie di Harti Weirather, madre di Tina Weirather e zia di Jessica Walter, tutti a loro volta atleti di alto livello. La famiglia Wenzel, originaria della Germania, si trasferì in Liechtenstein e, dopo i primi successi sportivi di Hanni e di suo fratello Andreas, ricevette la cittadinanza del principato.

### Carriera sciistica

#### Stagioni 1972-1977
Sciatrice polivalente in grado di primeggiare in tutte le specialità dello sci alpino, Hanni Wenzel ottiene i suoi primi punti in Coppa del Mondo il 1º marzo 1972 a Heavenly Valley, chiudendo 10ª in slalom gigante, mentre il 20 dicembre dello stesso anno salì per la prima volta sul podio nello slalom gigante di Saalbach, piazzandosi 3ª alle spalle dei Annemarie Moser-Pröll e Monika Kaserer. La prima vittoria in Coppa del Mondo, nella stessa specialità, arrise alla Wenzel esattamente un anno dopo, il 20 dicembre 1973, a Zell am See, all'inizio della stagione 1973-1974, al termine della quale giunse prima nella classifica di Coppa del Mondo di slalom gigante, risultato che le consegnò la sua prima coppa di cristallo di specialità con 3 punti di vantaggio su Fabienne Serrat, e 3ª in quella generale. Sempre nel 1974 conquistò il suo primo titolo mondiale, a diciassette anni, ai Mondiali di Sankt Moritz nello slalom speciale; vinse inoltre la medaglia d'argento nella combinata e si classificò 13ª nella discesa libera e 7ª nello slalom gigante.
Nella stagione 1974-195 in Coppa del Mondo si piazzò 2ª sia nella classifica generale sia in quella di slalom speciale, superata rispettivamente dalla Moser-Pröll e da Lise-Marie Morerod di 106 e di 4 punti. Esordì ai Giochi olimpici invernali a Innsbruck 1976, dove si aggiudicò la medaglia di bronzo, valida anche ai fini dei Mondiali di quell'anno, nello slalom speciale, piazzandosi dietro alla campionessa tedesca occidentale Rosi Mittermaier e all'italiana Claudia Giordani; vinse anche con la medaglia di bronzo nella combinata, riconosciuta solo per i Mondiali, e si classificò 11ª nella discesa libera e 20ª nello slalom gigante.

#### Stagioni 1978-1980
Nella stagione 1977-1978 in Coppa del Mondo vinse la sua prima Coppa del Mondo assoluta (con 7 punti di margine sulla Moser-Pröll), la Coppa del Mondo di slalom speciale (con 5 punti di vantaggio su Perrine Pelen) e fu 2ª in quella di slalom gigante (superata dalla vincitrice Morerod di 9 punti); nella stessa stagione ai Mondiali di Garmisch-Partenkirchen 1978 conquistò la medaglia d'argento nella combinata e fu 5ª nello slalom gigante e 6ª nello slalom speciale. Nella stagione 1978-1979 in Coppa del Mondo si piazzò 2ª sia nella classifica generale sia in quella di slalom speciale, superata rispettivamente dalla Moser-Pröll e da Christa Kinshofer di 3 e di 13 punti.
L'apice della sua già prestigiosa carriera giunse nel 1980, quando andò a medaglia in tutte le gare che disputò ai XIII Giochi olimpici invernali di Lake Placid 1980, sua ultima presenza olimpica: vinse l'oro nello slalom gigante e nello slalom speciale e l'argento nella discesa libera, alle spalle della Moser-Pröll, medaglie valide anche per i Mondiali 1980; si aggiudicò inoltre la medaglia d'oro anche nella combinata, valida ai soli fini iridati. In quella stagione 1979-1980 in Coppa del Mondo Hanni e il fratello Andreas entrarono nella storia dello sci vincendo entrambi la coppa di cristallo assoluta, rispettivamente maschile e femminile: fu la prima volta in cui due fratelli s'imposero nelle classifiche generali di Coppa del Mondo, non solo nello stesso anno ma in assoluto. Nella classifica generale la Wenzel superò la Moser-Pröll di 52 punti; vinse anche la Coppa di slalom gigante (con 30 punti di vantaggio su Marie-Theres Nadig e Perrine Pelen) e la classifica della combinata, che all'epoca non prevedeva l'assegnazione di una coppa di cristallo, e fu 2ª in quella di slalom speciale, superata dalla Pelen di 20 punti.

#### Stagioni 1981-1984
In Coppa del Mondo nella stagione 1980-1981 si piazzò 3ª sia nella classifica generale sia in quella di slalom gigante, mentre nella successiva stagione 1982-1983 fu 2ª nella classifica generale, superata da Tamara McKinney di 32 punti, e si impose nuovamente nella classifica di combinata.
Gareggiò ancora una stagione, cogliendo il 20 marzo 1984 l'ultima vittoria in Coppa del Mondo (nonché ultimo podio) a Zwiesel; nella stessa località, il giorno seguente, ottenne il suo ultimo piazzamento nel Circo bianco, arrivando 8ª nello slalom gigante di Coppa del Mondo, prima del ritiro.

### Altre attività
Dopo il ritiro avviò un'impresa di sponsorizzazioni nello sci assieme al marito Harti Weirather.

## Palmarès

### Olimpiadi
- 4 medaglie, valide anche ai fini dei Mondiali:
  - 2 ori (slalom gigante, slalom speciale a Lake Placid 1980)
  - 1 argento (discesa libera a Lake Placid 1980)
  - 1 bronzo (slalom speciale a Innsbruck 1976)

### Mondiali
- 5 medaglie, oltre a quelle conquistate in sede olimpica:
  - 2 ori (slalom speciale a Sankt Moritz 1974; combinata a Lake Placid 1980)
  - 2 argenti (combinata a Sankt Moritz 1974; combinata a Garmisch-Partenkirchen 1978)
  - 1 bronzo (combinata a Innsbruck 1976)

### Coppa del Mondo
- Vincitrice della Coppa del Mondo nel 1978 e nel 1980
- Vincitrice della Coppa del Mondo di slalom speciale nel 1978
- Vincitrice della Coppa del Mondo di slalom gigante nel 1974 e nel 1980
- Vincitore della classifica di combinata nel 1980 e nel 1983[5]
- 89 podi:
  - 33 vittorie
  - 25 secondi posti
  - 31 terzi posti

#### Coppa del Mondo - vittorie
| Data             | Località                | Paese          | Specialità |
| ---------------- | ----------------------- | -------------- | ---------- |
| 20 dicembre 1973 | Zell am See             | Austria        | GS         |
| 21 febbraio 1975 | Naeba                   | Giappone       | SL         |
| 14 marzo 1975    | Sun Valley              | Stati Uniti    | SL         |
| 19 gennaio 1977  | Schruns                 | Austria        | KB         |
| 15 dicembre 1977 | Madonna di Campiglio    | Italia         | GS         |
| 10 gennaio 1978  | Les Mosses              | Svizzera       | GS         |
| 22 gennaio 1978  | Maribor                 | Jugoslavia     | SL         |
| 24 gennaio 1978  | Berchtesgaden           | Germania Ovest | SL         |
| 25 gennaio 1978  | Berchtesgaden           | Germania Ovest | SL         |
| 2 marzo 1978     | Stratton Mountain       | Stati Uniti    | GS         |
| 12 dicembre 1978 | Piancavallo             | Italia         | GS         |
| 3 febbraio 1979  | Pfronten                | Germania Ovest | SL         |
| 4 febbraio 1979  | Pfronten                | Germania Ovest | KB         |
| 8 febbraio 1979  | Maribor                 | Jugoslavia     | SL         |
| 8 dicembre 1979  | Limone Piemonte         | Italia         | GS         |
| 14 dicembre 1979 | Limone Piemonte         | Italia         | KB         |
| 10 gennaio 1980  | Berchtesgaden           | Germania Ovest | GS         |
| 16 gennaio 1980  | Arosa                   | Svizzera       | GS         |
| 21 gennaio 1980  | Bad Gastein             | Austria        | SL         |
| 21 gennaio 1980  | Bad Gastein             | Austria        | KB         |
| 23 gennaio 1980  | Maribor                 | Jugoslavia     | SL         |
| 26 gennaio 1980  | Saint-Gervais-les-Bains | Francia        | GS         |
| 28 febbraio 1980 | Waterville Valley       | Stati Uniti    | GS         |
| 27 gennaio 1981  | Les Gets                | Francia        | KB         |
| 8 febbraio 1981  | Zwiesel                 | Germania Ovest | KB         |
| 12 dicembre 1981 | Piancavallo             | Italia         | SL         |
| 30 gennaio 1983  | Les Diablerets          | Svizzera       | KB         |
| 18 marzo 1983    | Furano                  | Giappone       | GS         |
| 21 dicembre 1983 | Haus                    | Austria        | DH         |
| 22 dicembre 1983 | Haus                    | Austria        | GS         |
| 13 gennaio 1984  | Bad Gastein             | Austria        | DH         |
| 14 gennaio 1984  | Bad Gastein             | Austria        | KB         |
| 20 marzo 1984    | Zwiesel                 | Germania Ovest | SL         |

Legenda:

DH = discesa libera

GS = slalom gigante

SL = slalom speciale

KB = combinata

### Campionati svizzeri
- 2 medaglie[senza fonte] (dati parziali, dalla stagione 1978-1979)[6]:
  - 2 ori (slalom gigante nel 1979; discesa libera nel 1981)[senza fonte]

## Statistiche

### Podi in Coppa del Mondo
| Stagione/Specialità | Discesa libera | Discesa libera | Discesa libera | Supergigante | Supergigante | Supergigante | Slalom gigante | Slalom gigante | Slalom gigante | Slalom speciale | Slalom speciale | Slalom speciale | Combinata | Combinata | Combinata | Podi totali |
| ------------------- | -------------- | -------------- | -------------- | ------------ | ------------ | ------------ | -------------- | -------------- | -------------- | --------------- | --------------- | --------------- | --------- | --------- | --------- | ----------- |
| Stagione/Specialità | 1º             | 2º             | 3º             | 1º           | 2º           | 3º           | 1º             | 2º             | 3º             | 1º              | 2º              | 3º              | 1º        | 2º        | 3º        | Podi totali |
| 1972                |                |                |                |              |              |              |                |                |                |                 |                 |                 |           |           |           | 0           |
| 1973                |                |                |                |              |              |              |                |                | 1              |                 | 1               |                 |           |           |           | 2           |
| 1974                |                |                |                |              |              |              | 1              | 1              | 1              |                 | 1               | 1               |           |           |           | 5           |
| 1975                |                |                |                |              |              |              |                | 1              | 1              | 2               | 1               | 1               |           | 2         | 1         | 9           |
| 1976                |                |                |                |              |              |              |                |                |                |                 |                 | 1               |           |           | 1         | 2           |
| 1977                |                |                |                |              |              |              |                |                | 1              |                 | 2               |                 | 1         |           | 2         | 6           |
| 1978                |                |                |                |              |              |              | 3              | 1              |                | 3               | 1               | 2               |           |           |           | 10          |
| 1979                |                |                |                |              |              |              | 1              | 3              |                | 2               | 1               |                 | 1         |           | 3         | 11          |
| 1980                |                |                | 3              |              |              |              | 5              |                | 1              | 2               | 1               | 2               | 2         | 2         |           | 18          |
| 1981                |                |                |                |              |              |              |                | 2              | 2              |                 |                 | 1               | 2         |           |           | 7           |
| 1982                |                |                |                |              |              |              |                | 1              |                | 1               | 1               |                 |           |           |           | 3           |
| 1983                |                |                |                |              | 1            |              | 1              |                | 1              |                 | 2               | 2               | 1         |           | 1         | 9           |
| 1984                | 2              |                |                |              |              |              | 1              |                | 1              | 1               |                 |                 | 1         |           | 1         | 7           |
| Totale              | 2              | 0              | 3              | 0            | 1            | 0            | 12             | 9              | 9              | 11              | 11              | 10              | 8         | 4         | 9         | 89          |
| Totale              | 5              | 5              | 5              | 1            | 1            | 1            | 30             | 30             | 30             | 32              | 32              | 32              | 21        | 21        | 21        | 89          |